# Cmentarz ewangelicki w Barlinku
Cmentarz ewangelicki w Barlinku – nieistniejący cmentarz ewangelicki zlokalizowany w Barlinku, powstał w XIX wieku w sąsiedztwie tzw. Starego Cmentarza i cmentarza żydowskiego. Funkcjonował do 1945, a następnie ulegał stopniowej dewastacji. Na przełonie lat 60. i 70. XX wieku razem z terenem Starego Cmentarza został splantowany i przekształcony w park miejski z placem zabaw i terenami wypoczynkowo-rekreacyjnymi. 10 czerwca 1992 odsłonięto głaz z tablicą upamiętniającą dawnych mieszkańców Barlinka, którzy spoczywają na dawnym nieistniejącym cmentarzu.  